# Pavel Kouba
Pavel Kouba (Kladno, 1938. szeptember 1. – 1993. szeptember 13.) csehszlovák válogatott labdarúgókapus.
A csehszlovák válogatott tagjaként részt vett az 1962-es világbajnokságon.

## Sikerei, díjai
Dukla Praha
- Csehszlovák bajnok (4): 1960–61, 1961–62, 1962–63, 1963–64
- Csehszlovák kupa (1): 1960–61

Sparta Praha
- Csehszlovák bajnok (2): 1964–65, 1966–67

Csehszlovákia
- Világbajnoki döntős (1): 1962